# Spoorlijn Gossau - Appenzell
De spoorlijn Gossau - Appenzell is een Zwitserse spoorlijn van de voormalige particuliere spoorwegonderneming Schweizerische Gesellschaft für Localbahnen (afgekort SLB) was een die in de tussen 1875 tot 1886 het het traject Winkeln – Herisau aanlegde en in 1886 opgevolgd werd door de Appenzellerbahn-Gesellschaft, als Appenzeller Bahn (AB). Sinds 2006 maakt deze spoorlijn deel uit van de Appenzeller Bahnen (AB).

## Geschiedenis

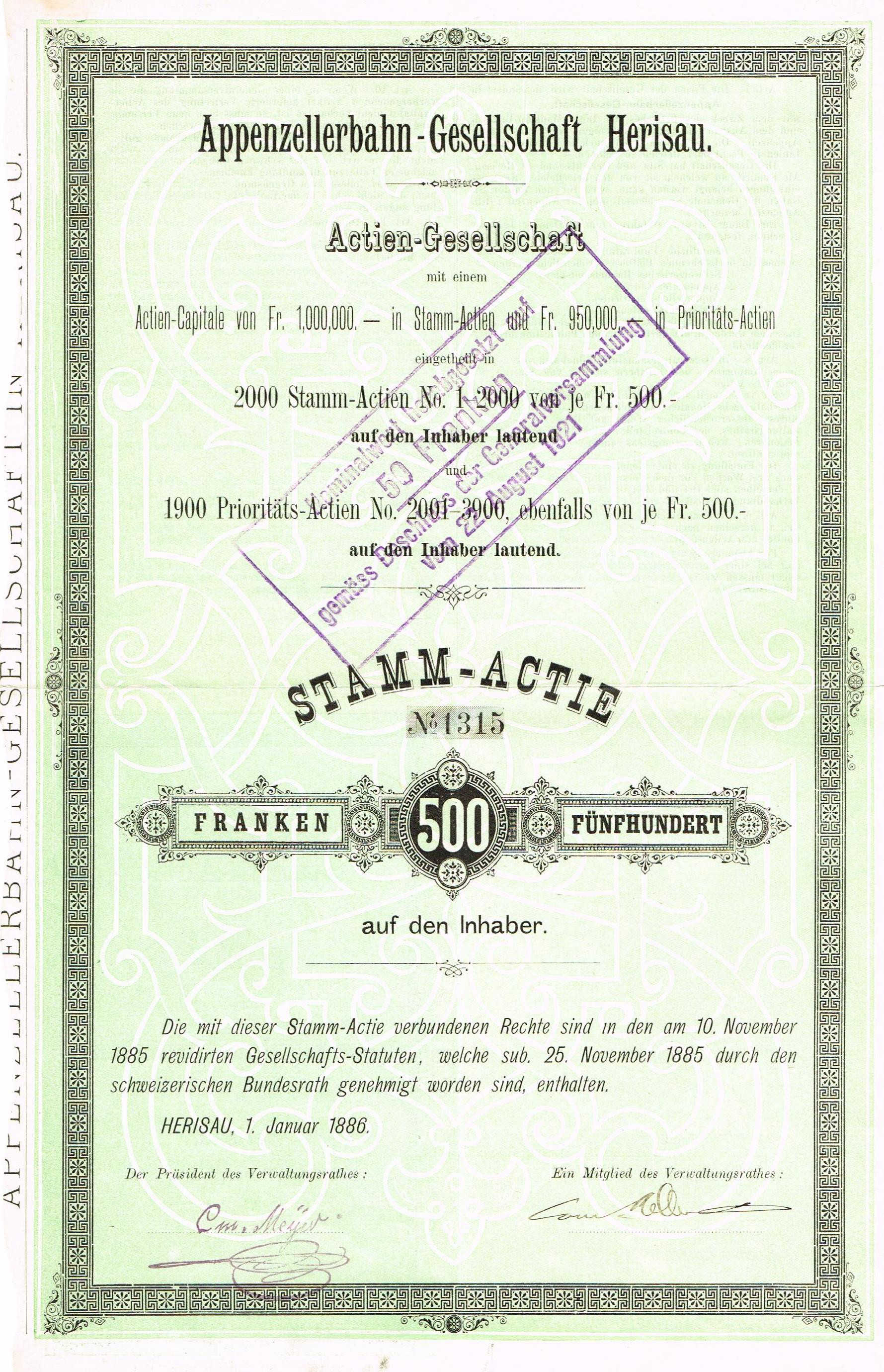
Aandeel van 500 Zwitserse frank van 1886

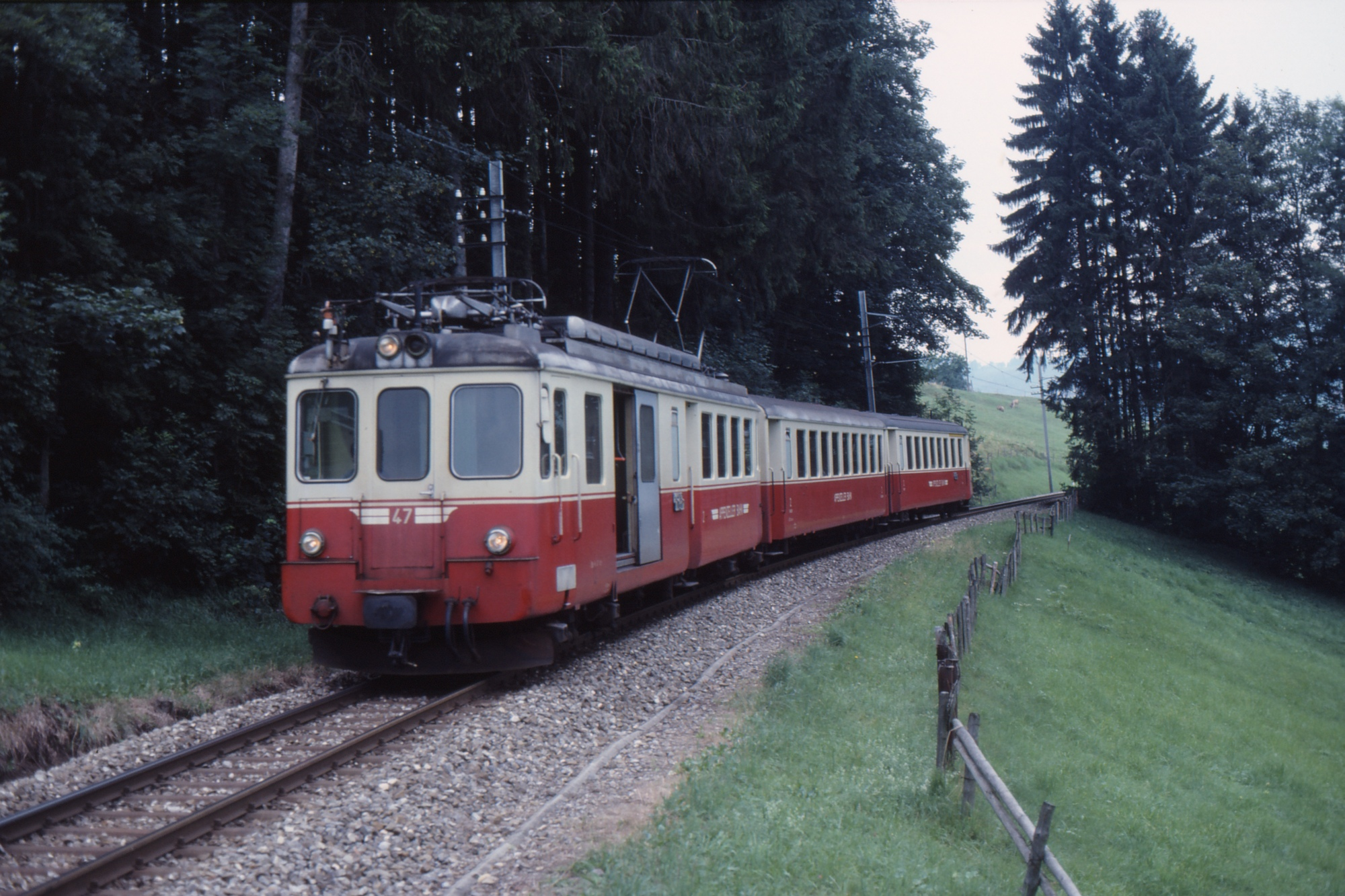
BDe 4/4 47 bij Appenzell in 1983

De Schweizerische Gesellschaft für Localbahnen (afgekort SLB ) opende op 12 april 1875 het traject Winkeln – Herisau en op 21 september 1875 werd het traject verlengd naar Urnäsch. Op 26 juli 1886 werd de Appenzellerbahn-Gesellschaft, afgekort als Appenzeller Bahn (AB) opgericht,
Op 16 augustus 1886 werd vervolgens het traject van Urnäsch naar Appenzell in gebruik genomen.
De concurrentie van het traject van de Bodensee–Toggenburg-Bahn (BT) werd merkbaar op het AB-traject Herisau–Winkeln. Zo werd besloten Gossau aan te sluiten op het smalspoornet van de AB. Op 1 oktober 1913 werd het nieuwe traject Herisau–Gossau geopend en het traject Herisau–Winkeln werd stilgelegd en afgebroken.
Per 1 januari 1947 fuseerde de AB met de Appenzell–Weissbad–Wasserauen-Bahn (AWW).
Om normale goederenwagens op het meterspoornet te kunnen vervoeren werd op 1 juli 1978 een nieuwe rolbokinstallatie in Gossau in bedrijf genomen. Met dit vervoer wordt het traject Gossau – Appenzell – Wasserauen bediend. Vanaf 1989 werd het rolbokbedrijf uitgebreid tot het traject Appenzell – Gais – Teufen.
Reeds in 1970 werkte de directie van de AB samen met de directie van de Elektrische Bahn St. Gallen–Gais–Appenzell (SGA).
Op 1 januari 1988 fuseerde de AB met de Elektrische Bahn St. Gallen–Gais–Appenzell (SGA) tot de Appenzeller Bahnen.
Opmerking:
- Oprichting datum uit het Handelsregistereintrag : 26 juli 1886.

## Elektrische tractie
Het traject van de AB werd geëlektrificeerd met een spanning van 1500 volt gelijkstroom.